# Powiat Kiskőrös
Powiat Kiskőrös (węg. Kiskőrösi járás) – jeden z dziesięciu powiatów komitatu Bács-Kiskun na Węgrzech. Siedzibą władz jest miasto Kiskőrös.

## Miejscowości powiatu Kiskőrös
- Akasztó
- Bócsa
- Császártöltés
- Csengőd
- Fülöpszállás
- Imrehegy
- Izsák
- Kaskantyú
- Kecel
- Kiskőrös
- Páhi
- Soltszentimre
- Soltvadkert
- Tabdi
- Tázlár